# 이언천
이언천(伊彦川)은 경상북도 칠곡군 지천면 황학리 황학산에서 발원하여 남쪽으로 흐르다가 대구광역시 달성군 다사읍 박곡리에서 금호강에 합쳐지는 하천이다.